# Fallout: New Vegas
Pour les articles homonymes, voir FNV.
 (mai 2021).
Si vous disposez d'ouvrages ou d'articles de référence ou si vous connaissez des sites web de qualité traitant du thème abordé ici, merci de compléter l'article en donnant les références utiles à sa vérifiabilité et en les liant à la section « Notes et références ».
Fallout: New Vegas est un jeu vidéo de type jeu de rôle développé par Obsidian Entertainment et édité par Bethesda Softworks. Il fait partie de la série Fallout, qui se situe dans une uchronie dans laquelle les habitants des États-Unis vivent dans un  monde post-apocalyptique à la suite d'un holocauste nucléaire survenu en 2077 durant la Grande Guerre (Great War) causé par le conflit entre les États-Unis et la Chine.
Annoncé par Bethesda le 20 avril 2009, il sort sur Windows, PlayStation 3 et Xbox 360 le 22 octobre 2010.
Bien que le jeu se déroule après Fallout 3, le scénario de Fallout: New Vegas n'est en aucune façon relié à celui de Fallout 3, et se situe plutôt dans la continuité de Fallout 2. La République de Nouvelle Californie (RNC) y joue un rôle important. On retrouve aussi dans le jeu des éléments liés à Van Buren, l'épisode de Fallout annulé, comme le barrage Hoover, la légion de Cæsar, Arcade Gannon ou encore Joshua Graham. Il faut dire que la carte de Van Buren se trouve juste à l'Est de celle de New Vegas et surtout que des développeurs ayant travaillé sur Van Buren comme Chris Avellone ou Josh Sawyer ont travaillé sur New Vegas.
Le jeu supporte également plusieurs contenus téléchargeables additionnels, dont quatre extensions narratives.

## Trame

### Univers

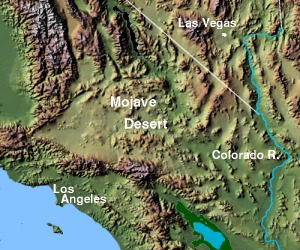
Carte du désert des Mojaves

L'univers du jeu se déroule dans une uchronie dans laquelle un Holocauste nucléaire a eu lieu. Le jeu se déroule en 2281, environ quatre ans après les évènements de Fallout 3, dans le désert Mojave.

#### Factions

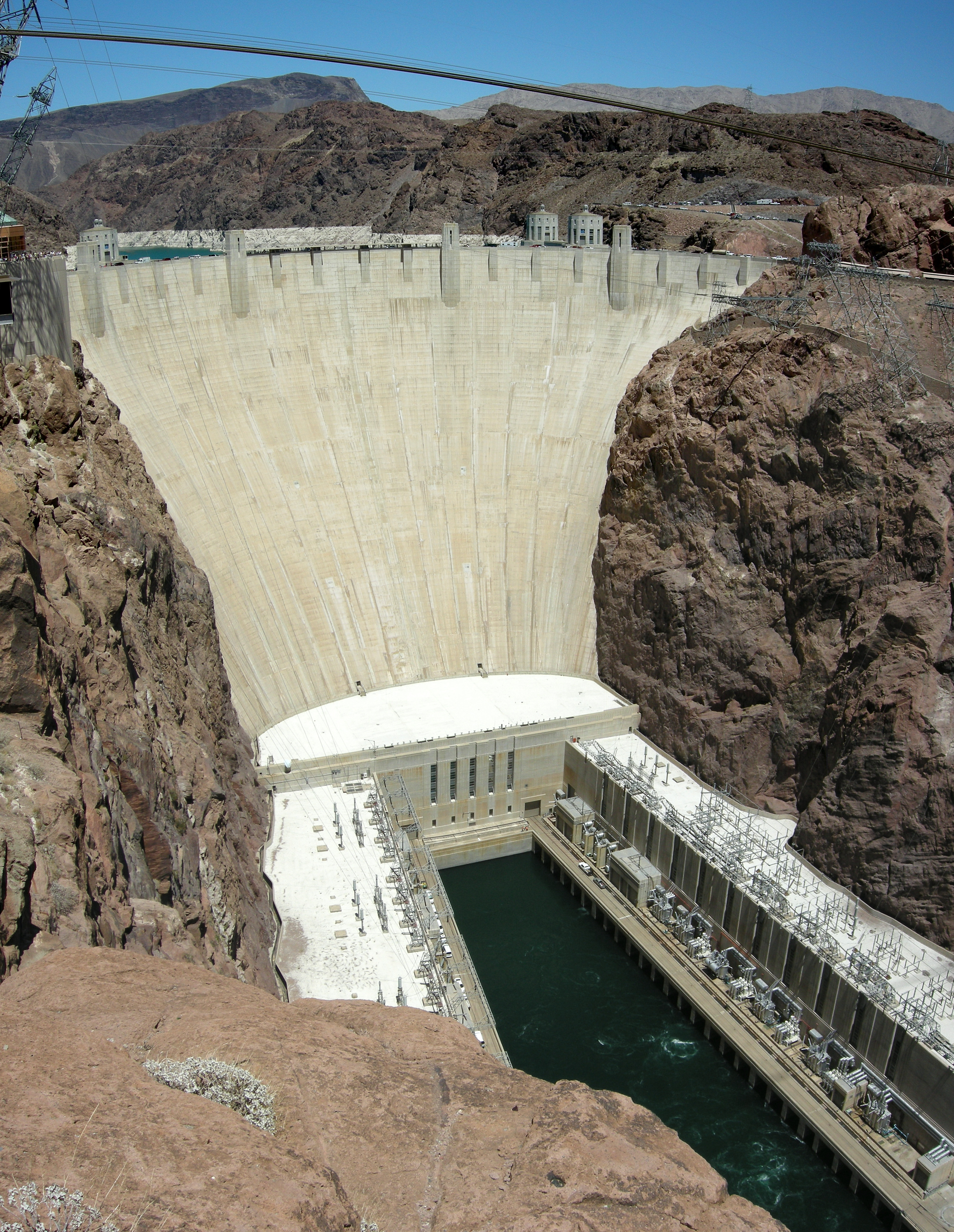
Chaque principale faction tente de prendre le contrôle du barrage Hoover.

##### La Légion de Cæsar
La Légion de Cæsar est un régime totalitaire et ennemi juré de la République de Nouvelle Californie, fondé sur l'esclavage, la conquête militaire et la loi du plus fort. La Légion est grandement inspirée de l'Empire Romain, son leader reprenant le nom de Jules César et ses soldats reprennent les grades militaires de la Légion romaine dont les termes Légionnaire et Légat. La Légion, composée de 87 tribus, tente de s'emparer de Vegas et de la NRC pour fonder un empire et plus particulièrement, elle cherche à prendre le contrôle du barrage Hoover,. Les femmes ont une fonction uniquement utilitaire, ne pouvant se battre, et servent uniquement à donner naissances à d'autres Légionnaires et à préparer à manger,,,. Les commerçants préfèrent faire affaire avec La Légion qui assurent, selon eux, une plus grande sécurité.

##### La République de Nouvelle Californie
La République de Nouvelle Californie (RNC) fut fondée sur les bases de l'Ancien Monde : démocratie, liberté et respect de la loi. Sa croissance a créé de nouveaux besoins, qui l'ont conduite à s'emparer du barrage Hoover pour le remettre en marche. Elle tente de vaincre la Légion et d'intégrer New Vegas pour contrôler l'ensemble du Mojave. La RNC s'est trop étendue et n'arrive plus à contrôler son territoire, ni à protéger ses citoyens. Elle tente de garder le contrôle sur le barrage Hoover.

##### Le Strip de New Vegas
La cité de New Vegas, autrefois Las Vegas, est une ville qui fut épargnée grâce à Robert House par les frappes nucléaires et les retombées radioactives, qui conserve son autonomie dans le conflit entre la République et la Légion grâce à ses troupes mercenaires et ses robots. Elle tente de réactiver toute une armée de robots afin d'acquérir son indépendance totale. Le Strip est encerclé par un mur. Même si la RNC a négocié avec Robert House sa présence dans le Strip en y construisant une base, elle n'a aucun contrôle sur le Strip. On trouve dans le Strip 3 tribus devenues des Familles à la demande de Mr. House : les Omertas, les Pachas, et la Société du Gant blanc, qui dirigent respectivement les casinos Gomorrah, le Tops, et l'Ultra-Luxe.

##### Autres factions
Il y a également de nombreuses factions éparpillées dans le Mojave ayant une présence moindre. Ainsi on trouve notamment :
- La Confrérie de l'Acier, une organisation dévouée à la préservation de la technologie d'avant-guerre et à la connaissance humaine.
- Les Disciples de l'Apocalypse tentent d'éduquer les gens sur les horreurs de la Grande Guerre afin de ne pas les répéter ; ils sont basés au Vieux Fort Mormon de New Vegas et tentent d'aider ceux dans le besoin.
- Les Kings, situés à Freeside, un gang reprenant les manières et le style du « King », qui s'avère être Elvis Presley.
- Les Grands Khans, le groupe de pillards les mieux organisés du Mojave.
- Les Poudriers, un groupe prisonniers évadés.
- Les Boomers, une tribu d'habitants de l'Abri 34 vivant à la base aérienne de Nellis. Ils arborent des Flights Jackets au-dessus de leur combinaison d'abri[10],[7],[11],[12].

### Personnages

Portraits des acteurs principaux faisant partie de la distribution du jeu
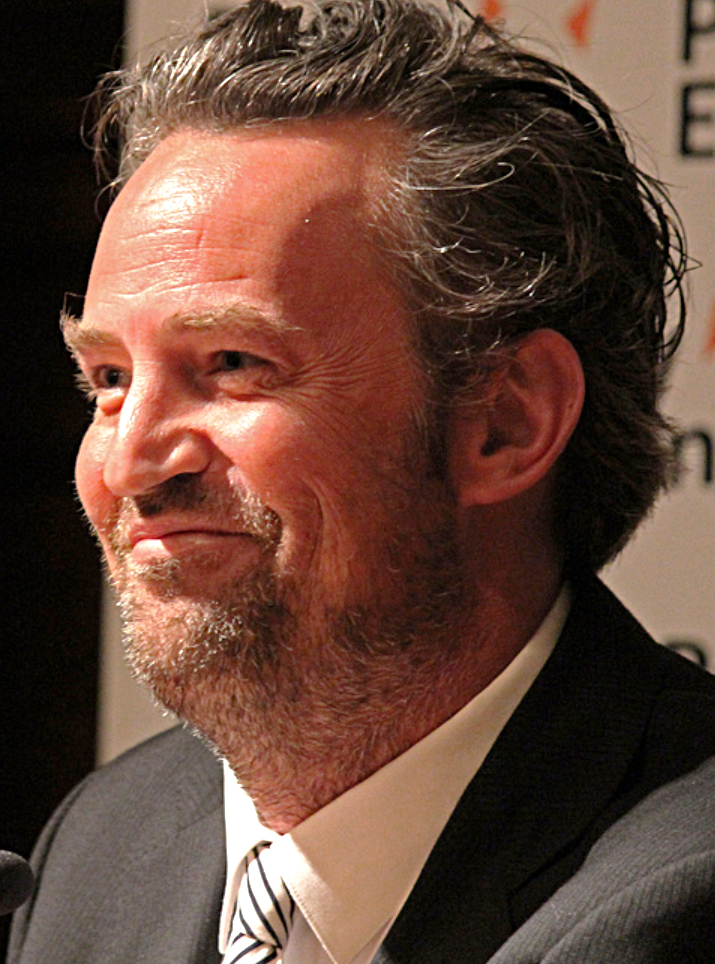
Matthew Perry
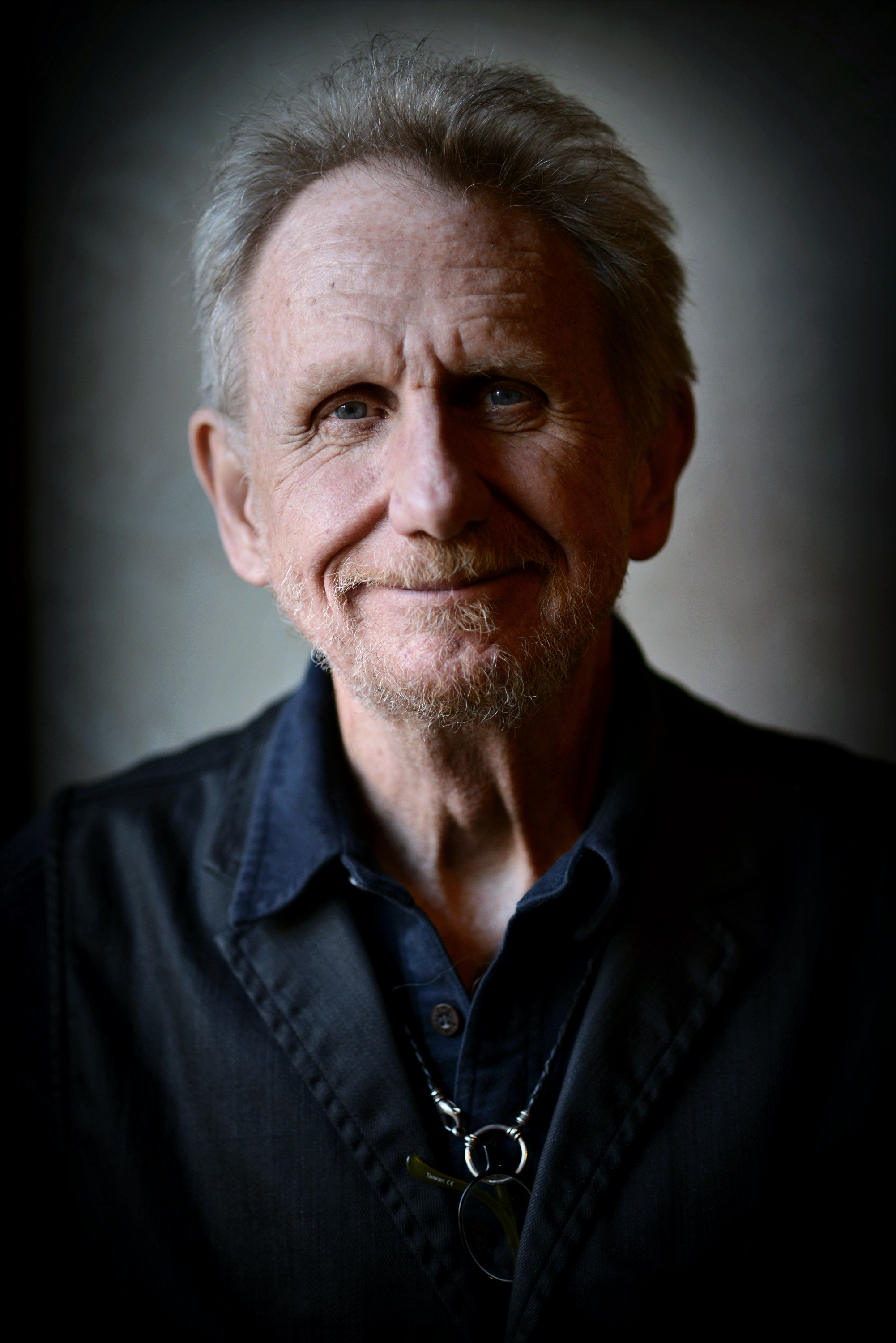
René Auberjonois
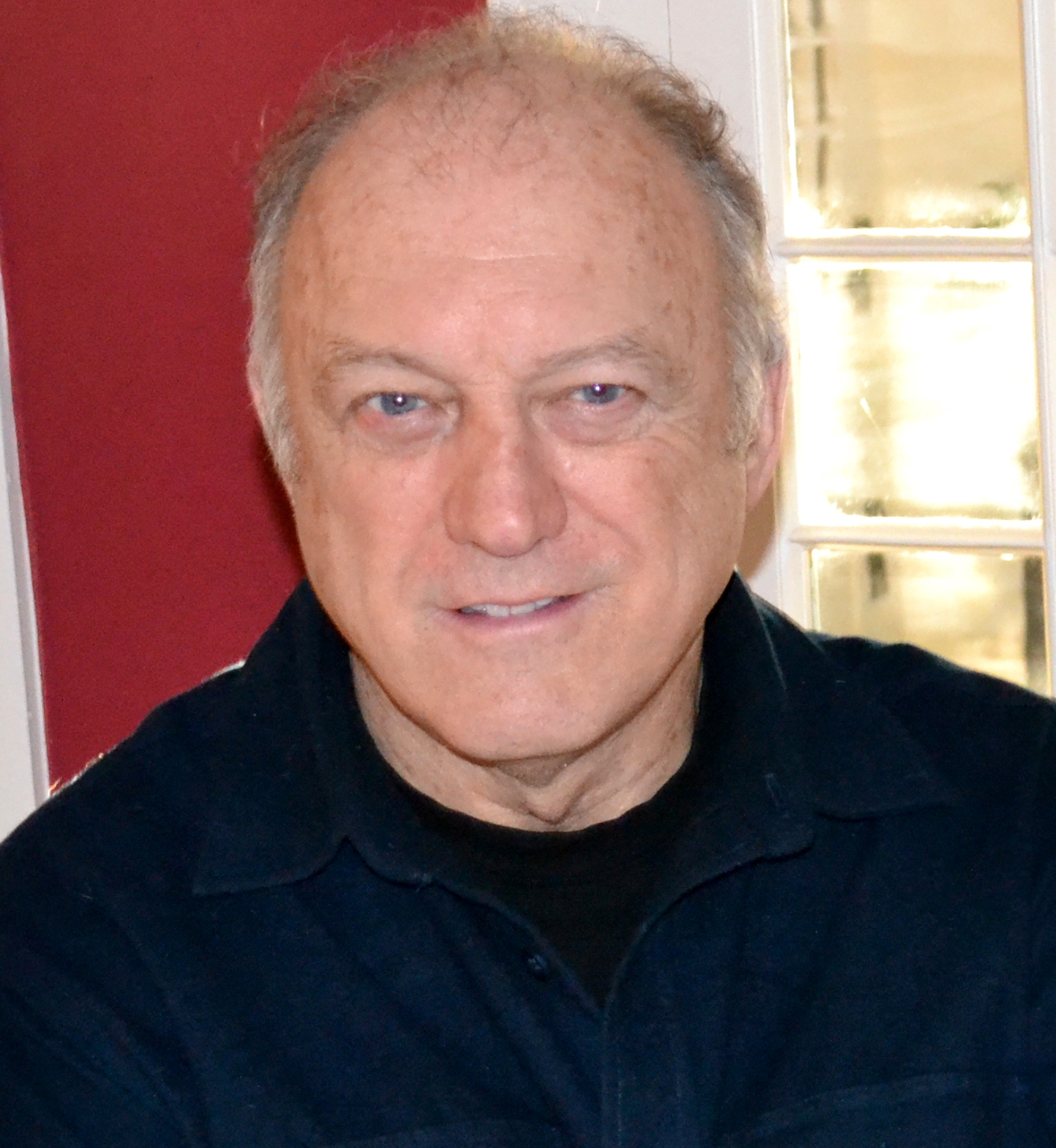
John Doman
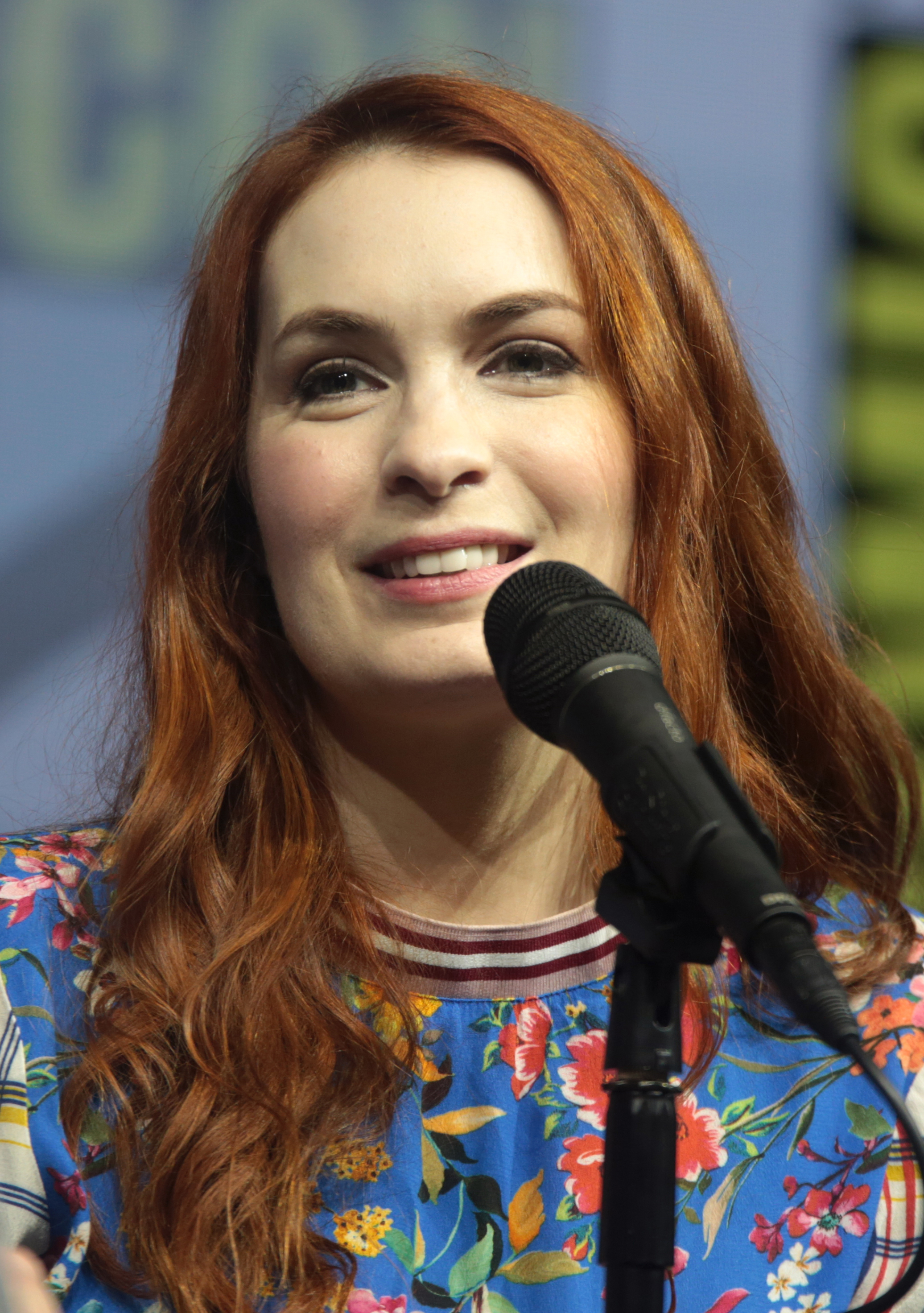
Felicia Day
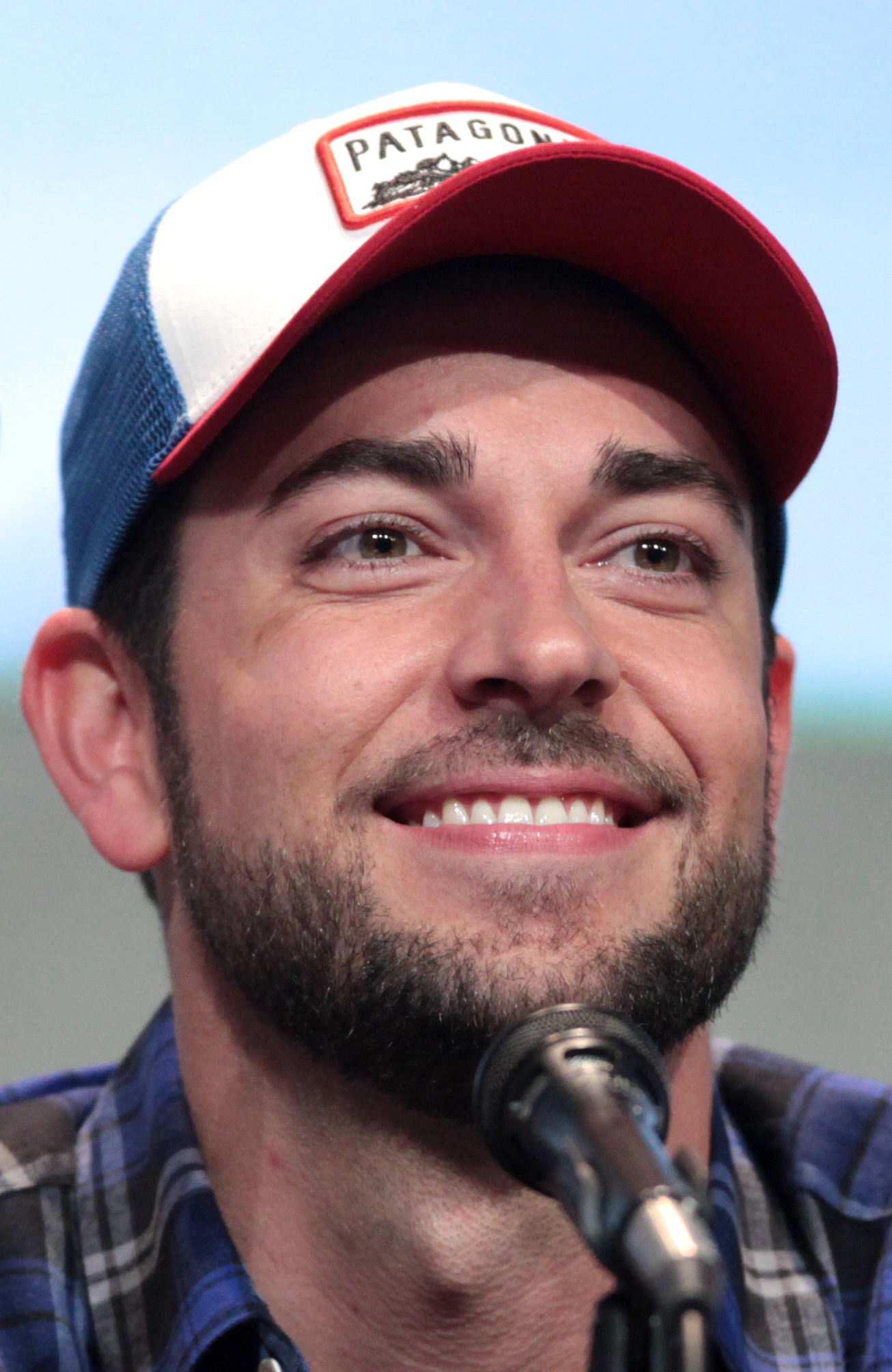
Zachary Levi
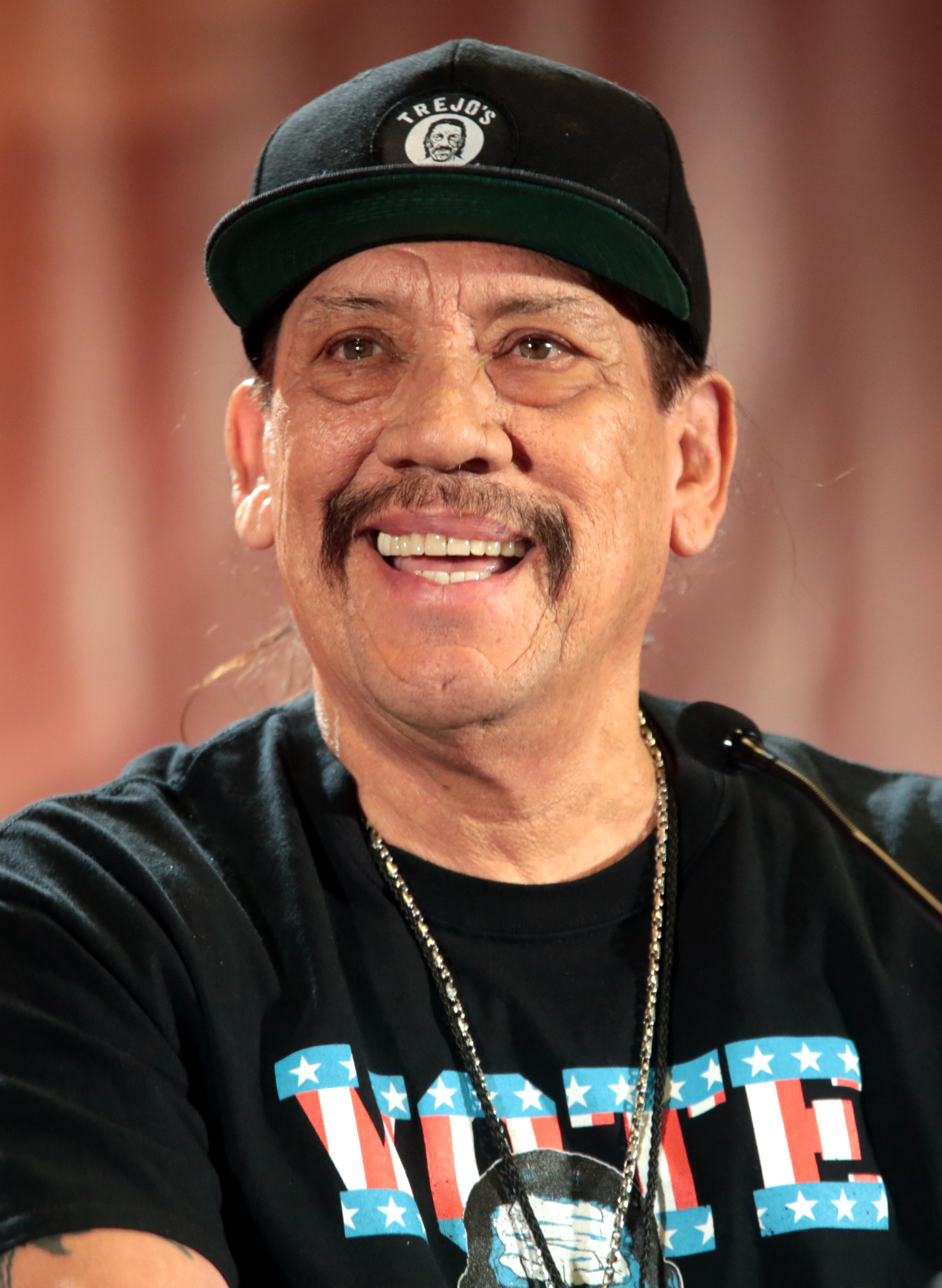
Danny Trejo
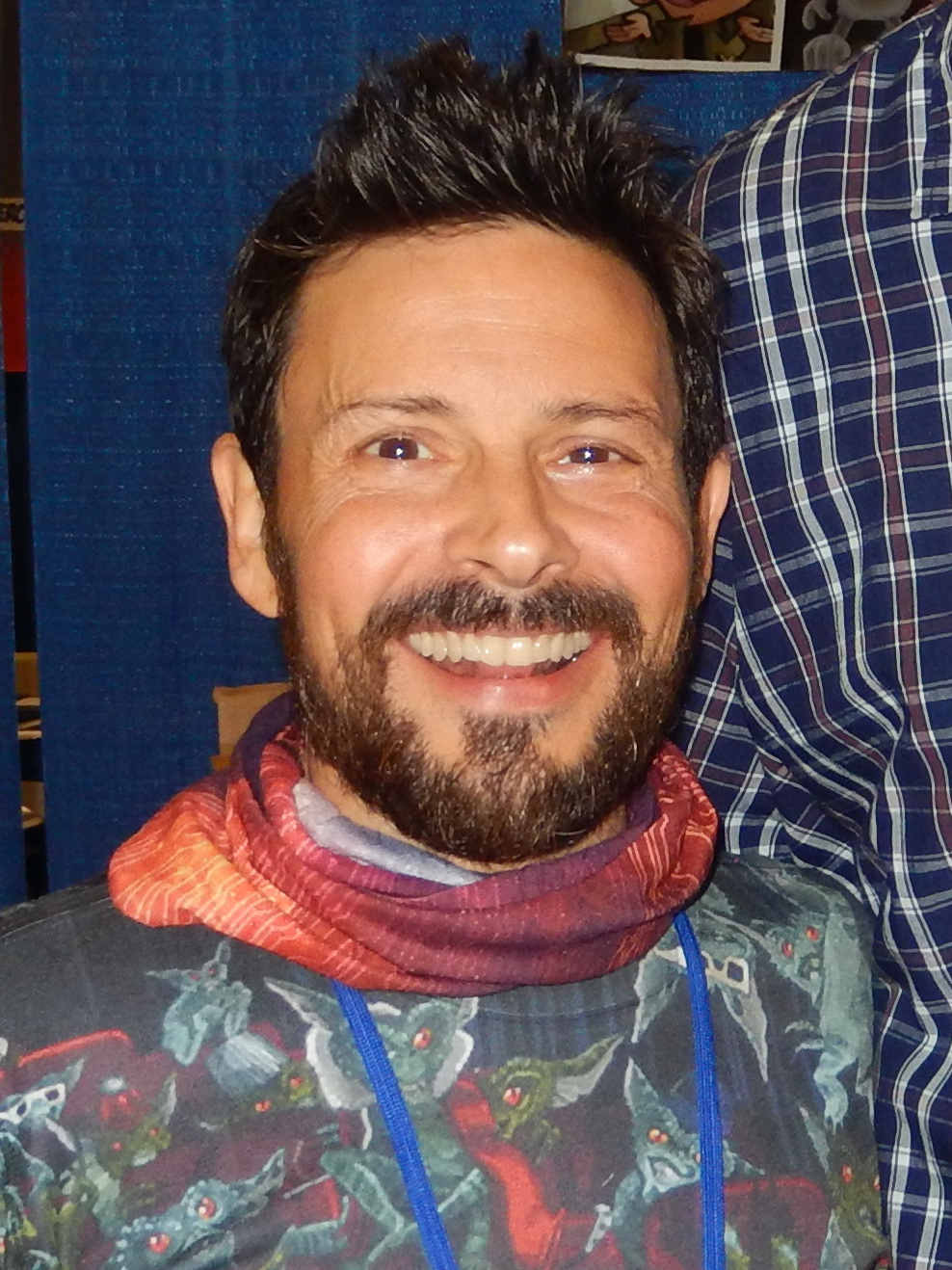
Jason Marsden
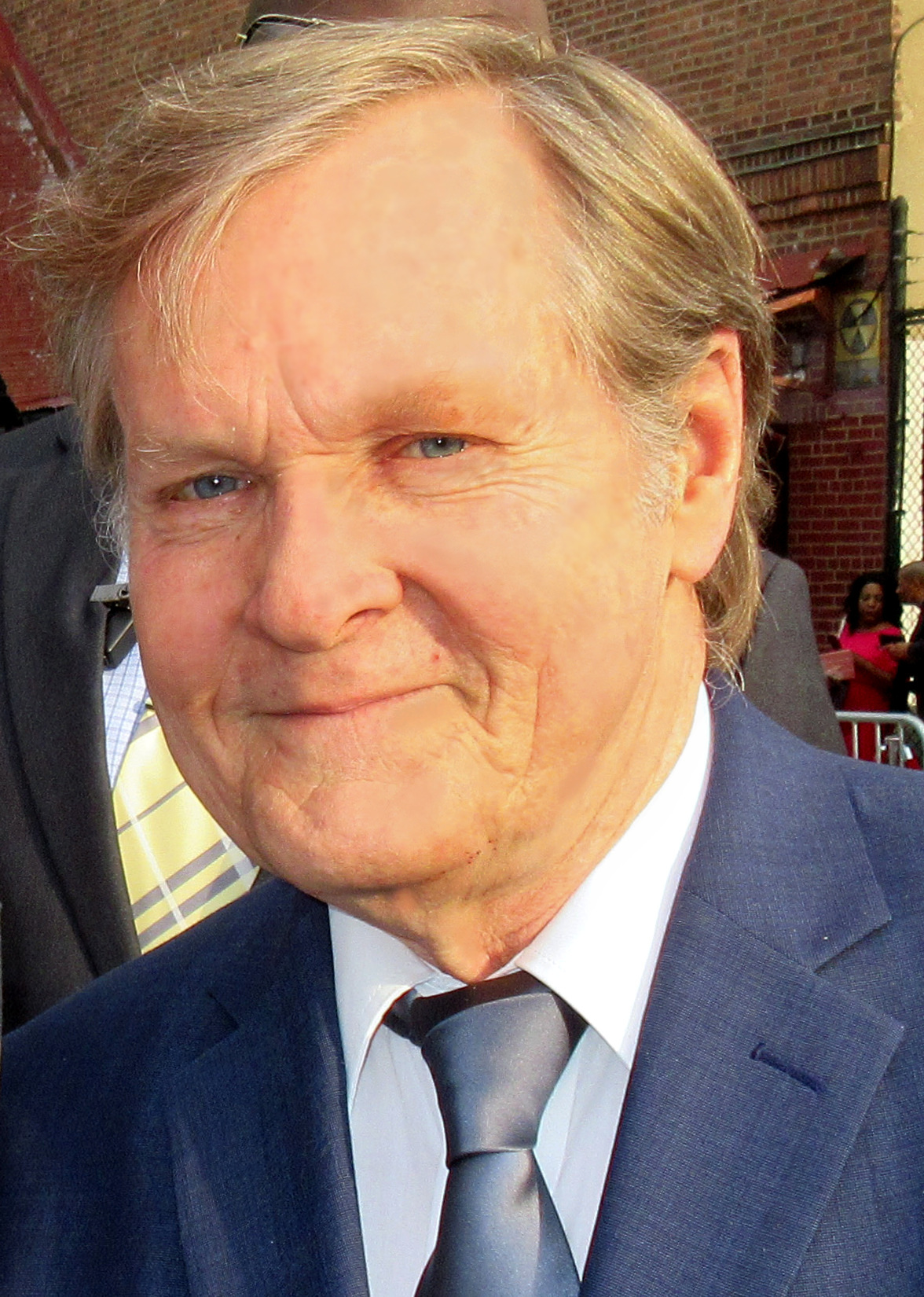
William Sadler

#### Personnage jouable
Après avoir incarné The Vault Dweller, The Chosen One et The Lone Wanderer, le joueur incarne The Courier,. Ce dernier est victime d'une tentative de meurtre et laissé pour mort. Il a réussi à s'extirper de sa tombe ainsi qu'à se rétablir grâce à l'aide de Victor et du Doc Mitchell.

#### Personnages principaux

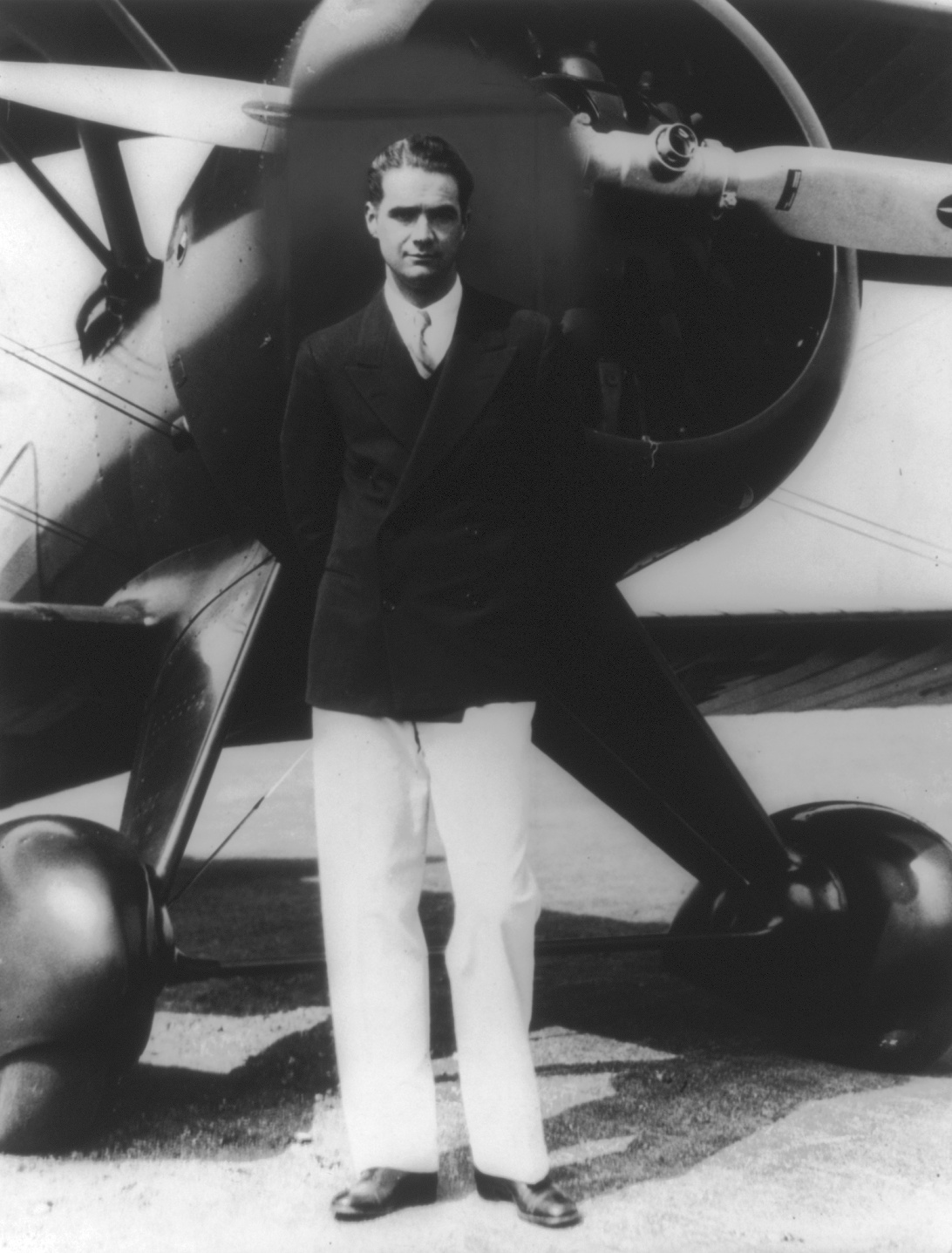
Howard Hughes devant un Boeing 100A à Inglewood, en Californie (années 1940).

Mr House (René Auberjonois) est le fondateur de RobCo Industries, il possède le casino Lucky 38 se trouvant au Strip de New Vegas. Son corps est connecté à une machine lui permettant d'allonger grandement sa longévité. Mr House est ouvertement inspiré d'Howard Hughes, un de ses portraits reprenant une photo populaire de ce dernier,. Il souhaite que le Strip soit profitable et qu'il soit indépendant vis-à-vis de la RNC et de La Légion de Caesar.
Benny (Matthew Perry) est le chef des Pachas, le groupe qui contrôle le casino Tops. Au début du jeu il tire sur le personnage jouable pour lui voler le Jeton de platine. Il est basé sur le mafieux Bugsy Siegel.
Cæsar (John Doman) est un dictateur, seigneur de guerre et le cofondateur de La Légion de Cæsar. Sa façon de raisonner se base sur la dialectique hégélienne. Il s'est autoproclamé le fils de Mars,. Il est inspiré de Jules César, de Kurtz dans le roman Au cœur des ténèbres (Heart of Darkness) (1899), du Colonel Kurtz (en) (Marlon Brando) dans le film Apocalypse Now (1979), et de l'homme politique Charles Taylor.

#### Personnages secondaires
Cass (Rachel Roswell) de son nom entier, Rose of Sharon Cassidy, est une jeune femme alcoolique et au caractère tempétueux qui rumine son chagrin à l'avant-poste de Mojave avec du whisky
. Sa caravane qui lui sert à marchander de l'eau, la "Cassidy Caravan", a été exterminée et Cass se retrouve ruinée. Cass est de la RNC, mais elle explique qu'elle n'est pas du genre à saluer bêtement le drapeau. Bien qu'elle aime son pays, elle sait que la RNC a de mauvais côtés. Mais elle pense aussi que la RNC est le meilleur espoir de New Vegas. Cass n'aime pas beaucoup le Strip de New Vegas et déteste la Légion de Cæsar. Même si elle reconnait que la Légion assure mieux la sécurité des caravanes qui commercent avec elle, tant qu'elles sont tenues par des hommes,. Cass est un véritable garçon manqué. Elle parle assez vulgairement et fait de nombreuses allusions au sexe. Si le joueur gagne son amitié, Cass lui demandera de retrouver avec elle les assassins qui ont « réduit en cendres » ses compagnons et ses caravanes. Elle est également la fille de John Cassidy, un potentiel compagnon dans Fallout 2 (1998),.
Craig Boone (Jason Marsden) est tireur d'élite à Novac. Il faisait partie du 1er Bataillon de Reconnaissance de la RNC avec son ancien ami Manny Vargas. Il a participé à la bataille de Bitter Springs contre le gang des Grands Khans. Boone n'est pas très loquace, du fait qu'il a perdu sa femme, Carla, enlevée par des négriers de la Légion. Pour une étrange raison, Boone est convaincu que sa femme est morte. Il demandera au joueur de retrouver la personne qui l'a vendue. Après cela, Boone pourra accompagner le joueur. Mais ce n'est pas pour autant qu'il lui fera confiance. Il en faudra bien plus. Boone déteste les légionnaires et les abattra à vue. Au fur et à mesure des missions qu'il remplit, on en apprendra plus sur la vie de sa femme, Carla. On découvre qu'elle avait été capturée par la Légion de Cæsar, et Craig a décidé de la tuer pour épargner ses souffrances. On apprend aussi que lors de la bataille de Bitter Springs, ce ne furent que des innocents, femmes, enfants et vieillards, qui furent tués. Le joueur peut convaincre Boone de tourner la page, ou bien de se venger, ce qui aura une incidence grave sur sa fin.
Veronica Santangelo (Felicia Day) est une jeune fille énergique de la Confrérie de l'Acier. Elle demande simplement au joueur de « voir du pays ». Elle fait souvent des comparaisons entre la Confrérie et les localités du Mojave. Elle finit par demander au joueur de l'aider dans sa quête à changer les mentalités de la Confrérie, en particulier l'Ainé McNamara (ou Hardin, dans certaines conditions). Veronica est très sensible au bien-être de sa « famille » et elle était très proche de l'ancien Ainé Elijah, disparu à HELIOS One. Étrangement, son rêve dans la vie est d'obtenir une robe. Elle eut une histoire d'amour avec une femme, Christine, mais fut séparée d'elle car la Confrérie n'accepte pas les relations entre personnes du même sexe. Ne parvenant pas à changer les mentalités de la confrérie, le joueur peut conseiller à Veronica  soit de rester avec sa famille, soit de rejoindre les disciples de l'apocalypse. En revanche, un groupe de 4 paladins agressifs peut être un problème à régler… (L’Ainé Elijah et Christine sont à connaître et à découvrir dans l'extension Dead Money.)
Arcade Gannon (Zachary Levi) est un membre des Disciples de l'Apocalypse au vieux fort mormon à Freeside. Bien qu'il soit un scientifique expérimenté, doué en médecine et qu'il parle couramment le latin, Arcade est quelqu'un de plutôt défaitiste. Il mentionne une phrase bien particulière : Nihil novi sub sole (« Rien de nouveau sous le soleil » en latin). Il n'aime pas parler de lui et méprise la Légion de Cæsar. Il n'est pas facile de gagner la confiance d'Arcade. Il faudra d'abord au joueur commencer par son acolyte, Julie Farkas, au vieux fort. Arcade est très intelligent et ne parle jamais de lui, préférant cacher son passé. Mais, vers le dénouement du jeu, il veut aider le joueur et raconte son passé : il est le fils d'un officier de l'Enclave, une armée qui fut détruite dans les précédents Fallout, et demande au Courrier de rassembler ses restes pour un baroud d'honneur. Arcade pourra être convaincu de rejoindre le reste de l'enclave ou de revenir chez les disciples.
Raul Alfonso Tejada (Danny Trejo) est une goule mexicaine d'Avant-Guerre devenu mécanicien après avoir vécu comme un As de la gâchette,. Se rendant à Black Mountain pour savoir s'ils avaient besoin d'un technicien, Raul se fait capturer par leur chef Tabitha, une Nocturne,. Prisonnier, il est considéré comme un esclave et devient technicien pour la station radio. Ses armes sont un .44 Magnum et un tuyau de plomb
Lily Bowen (David Anthony Pizzuto (en)) est une Nocturne (Nightkin en V.O) vivant à Jacobstown. Comme pratiquement tous les Super Mutants et Nocturnes du Mojave, Lily appartenait à l'armée du « Maître ». Ayant utilisé des technologies d'Avant-Guerre - les Stealth Boy (un module d'invisibilité) -, Lily est devenue schizophrène et son autre personnalité se prénomme Leo. Leo est très violent et influence beaucoup Lily pendant les combats, notamment lorsque celle-ci se retrouve affaiblie. Lily s'attache facilement au joueur et le rejoint à sa demande, le considérant comme l'un de ses petits-enfants. Pour faire taire la voix de Leo, Lily prend des médicaments régulièrement, mais à demi-doses pour ne pas perdre le souvenir de ses petits-enfants. On peut lui dire de prendre ses médicaments à doses normales, auquel cas le souvenir de Leo s'évaporera en même temps que celui de ses petits-enfants, de continuer de prendre des demi-doses, ce qui ne changera rien à sa personnalité ou de laisser tomber les médicaments, auquel cas elle deviendra totalement possédée par Leo.
Rex est le chien-robot (Mk Cyberchien III Modèle de support LEO, Numéro de série B955883) du King à Freeside. Mais il semble aussi très malade. Son cerveau est en piteux état, et il faudra le remplacer (avec le cerveau de Violetta un chien de garde pour un gang local (Les Tox), un chien de garde (Rey) ou encore avec celui de Lupa, un chien de garde de la légion). Rex déteste les rats et les chapeaux, mais on ne sait pas grand-chose sur lui, sinon que le King l'a récupéré dans une casse et qu'il vient probablement de l'autre côté du Colorado (Car il porte le signe de la légion sur son corps et qu'un membre de la légion au fort le reconnaîtra comme l'ancien chien de Cæsar)
ED-E est un petit robot volant que l'on peut trouver à Primm. Pour le récupérer, le joueur doit posséder des connaissances en sciences ou en réparation ou bien récupérer des pièces spécifiques. Après quoi, ED-E le suivra partout. ED-E est un Eyebot de combat Duraframe de l'Enclave. Le joueur doit percer son mystère grâce à des mots clés. Il est situé dans le bâtiment du Mojave Express et il servait (avant son bris) à la sécurité des transactions et affaires du Mojave Express. Plus tard dans le jeu, le joueur peut débloquer des améliorations pour ED-E (Armure ou Armes) via la Confrérie de l'Acier ou les Disciples de L'Apocalypse.

#### Autres personnages
Comme à l'accoutumée un narrateur (Ron Perlman) est présent au début et à la fin du jeu. Jamais montré, le narrateur est trouvable dans les fichiers du jeu sous le nom Ron The Narrator. Le Mystérieux Étranger (Mysterious Stranger) apparait de manière aléatoire si le joueur choisit l'aptitude adéquate. Également présent, Mr. New Vegas (Wayne Newton), une intelligence artificielle créée par Mr. House animant la radio New Vegas.
Parmi les autres personnages on trouve notamment Victor (William Sadler), le Securitron qui sauve le Coursier au début du jeu. Il a l'image d'un cowboy sur son écran, image inspirée de l'enseigne lumineuse Vegas Vic (en) ; le Chef Hanlon (Kris Kristofferson)  qui dirige les Rangers de La République de Nouvelle Californie ; Doc Mitchell (Michael Hogan), le docteur de Goodsprings ; le Super-Mutant Marcus (Michael Dorn), déjà apparu dans Fallout 2, ; The King (James Horan), un personnage imitant Elvis Presley,, ; Tabitha (Fred Tatasciore), une Super Mutant Nocturne ; Béni-oui-oui (Yes Man) (Dave Foley) ; et Festus (Dave B. Mitchell (en)), un automate servant de mascotte pour la Sunset Sarsaparilla Company.

### Histoire
Le Courrier est engagé par le Mojave Express pour délivrer un colis au Strip de New Vegas. Il est intercepté par un gangster du nom de Benny qui est à la recherche d'un Jeton de Platine que transporte Le Courrier. Ce dernier tire dans la tête du Courrier et le laisse pour mort au cimetière de Goodsprings, lui volant par la même occasion le Jeton. Il est déterré par Victor, un sécuritron et est soigné par Doc Mitchell, le médecin de Goodsprings. Rétabli, le Courrier part à la recherche de Benny afin de comprendre son acte et pour se venger,,.

## Système de jeu
Les mécanismes du jeu sont les mêmes que ceux de Fallout 3, on y retrouve par exemple le SVAV, les points S.P.E.C.I.A.L. (acronyme des 7 caractéristiques primaires du jeu en anglais : Strength (« Force »), Perception (« Perception »), Endurance (« Endurance »), Charisma (« Charisme »), Intelligence (« Intelligence »), Agility (« Agilité ») et Luck (« Chance »)), les aptitudes, les compétences, le système de karma, le système de réparation, etc.

### Le personnage incarné
Dans cet épisode qui se situe dans la continuité chronologique de la série Fallout sans en être le quatrième épisode, le joueur incarne un personnage nommé « The Courier » (« Le Courrier »), découvert enterré vivant durant la cinématique de début. Il n'a aucun lien avec les Abris souterrains comme les trois autres personnages des volets précédents mais possède tout de même un Pip-Boy (donné par le premier PNJ rencontré dans le jeu : le docteur ayant soigné Le Courrier, qui est lui-même originaire de l'Abri 21 dont il donne la combinaison au joueur). Il est autant personnalisable que dans Fallout 3 (âge, ethnie, sexe, etc.). Le Courrier peut aussi bien être un homme qu'une femme. Ce personnage pourra (au cours de son aventure) faire plusieurs choix, ces choix dépendront de certaines capacités mais aussi de votre sexe (les dialogues peuvent changer selon que vous êtes un homme ou une femme).

### Les compagnons
Dans Fallout: New Vegas, comme dans Fallout 3, deux compagnons au maximum peuvent aider le joueur tout au long de l'aventure : un humanoïde (humain, goule, nocturne) et un non-humanoïde (chien-cyborg, robot). Chaque compagnon possède sa propre histoire ainsi que sa quête spécifique. Ils commentent davantage sur les évènements du monde que précédemment. Il y a huit compagnons potentiels. Chaque compagnon a sa propre spécificité, Raul par exemple, étant un mécanicien, donne au joueur l'aptitude « Maintenance régulière ». Le joueur peut gérer leurs comportements et leurs attaques grâce à une roue.

### Le mode Hardcore
Il est possible d'activer un mode de jeu dit « Hardcore », qui augmente le niveau de difficulté du jeu en rendant l'expérience plus réaliste. Par exemple, en mode hardcore, le joueur doit consommer de l'eau régulièrement pour parer à l'augmentation de la jauge de déshydratation, il doit également dormir et se nourrir. Les stimpaks ne le soignent plus instantanément, les membres infirmes ne peuvent plus être guéris avec des stimpaks et les compagnons peuvent mourir contrairement au mode normal où ils sont immortels. Enfin, le poids des munitions est comptabilisé, au même titre que les autres objets, rendant ainsi plus compliqué le fait d'en transporter de grandes quantités. Le joueur a la possibilité de le désactiver ou de l'activer où et quand il le souhaite au cours du jeu, il est néanmoins indiqué au début du jeu que si le joueur laisse le mode hardcore activé du début à la fin du jeu, celui-ci recevra une “récompense spéciale“ récompense spéciale étant un trophée.

### Les factions
Désormais, au lieu d'avoir une notoriété globale envers tout le jeu comme dans Fallout 3 via le karma, la réaction des différents PNJ sera différente en fonction du degré de réputation envers leur faction. Il existe plusieurs factions et donc plusieurs choix possibles envers elles. Les factions entre elles sont soit alliées soit ennemies, soit neutres, et parfois selon votre attitude envers une faction donnée, vous modifierez votre réputation envers une autre faction.
Les armures de faction sont une autre nouveauté, si vous en portez une, les PNJ vous verront comme appartenant à la faction associée et leur réaction sera en conséquence de leur attitude vis-à-vis de cette faction. Cependant, ceci ne vous permet pas de modifier votre réputation par rapport à la faction concernée par votre armure, si vous êtes en guerre (vilipendé, ou tout autre grade de réputation négatif) avec une faction dont vous portez l'armure, son attitude ne changera pas et ils vous attaqueront à vue.
Le karma existe toujours dans le jeu, mais a une incidence bien moins importante voire inexistante sur la réaction des PNJ.
Les factions sont divisées en plusieurs catégories. Les 2 factions principales sont la RNC (République de nouvelle Californie) qui est une faction puissante, pseudo-démocratique et avec des stratégies militaires et un système politique, économique et judiciaire très proche de celui des États-Unis d'avant l'holocauste nucléaires dont les défauts majeurs se retrouvent amplifiés (Impérialisme, taxation des pauvres, etc.)
De l'autre côté, la légion de Caesar, dirigée par Caesar, en est l'exacte contraire. Une dictature, qui torture ses ennemis, réduit à l'esclavage les tribus et s'inspire du système de l'Empire romain.
Mais, en dehors de ces 2 factions, il existe d'autres factions secondaires. Le Strip  et Freeside, les 2 communautés de New Vegas (avec de gros problèmes politiques que le joueur devra régler), les disciples de l'apocalypse (des médecins et des scientifiques travaillant pour le progrès humain), la confrérie de l'acier du Mojave, les grands Khans (une tribu proche de Caesar), les Boomers (des xénophobes armés jusqu'aux dents), les poudriers (d'anciens prisonniers du RNC qui se sont échappés et ont pris le contrôle de la prison), les Omertas (les dirigeants du casino du Gommorah habillés en mafieux) et finalement la société du gant blanc (des bourgeois secrètement cannibales qui vivent sur le strip).
Mais ce n'est pas tout. Il existe aussi des villes comme Goodsprings ou Novac dans lesquelles le joueur peut agir. Il existe aussi d'autres factions, mais celles-ci ne sont pas assez importantes pour avoir un degré de réputation, comme Westside, les Tox (Fiends "Démons" en V.O, des raiders drogués jusqu'à en devenir psychopathes) ou les omertas.

### Le seuil de dégâts (SD)
Il est l'équivalent du score d'armure de Fallout 3 sur les équipements, il déduit les dégâts d'une attaque d'un montant donné (par exemple un dégât de 20 sur une armure avec 10 SD ne fera que 10 points de dégâts). À ne pas confondre avec la résistance aux dégâts, qui réduit les dégâts d'un montant en pourcentage (20 points de dégâts, si l'on possède 10 de résistance aux dégâts, feront 18 points de dégâts (-10 %)).

### Les munitions spéciales
Différentes versions du même calibre de munitions sont maintenant disponibles, parmi ces munitions spéciales on peut citer :
- Munitions perforantes (Full Metal Jacket) : Puissantes contre les ennemis dotés d'armure et/ou d'un seuil de dégâts élevé.
- Munitions à tête creuse (Hollow point, ou Dum-Dum) : Puissantes contre les ennemis sans armure mais faibles contre les ennemis en armure.
- Munitions incendiaires : Identiques aux munitions de base mais enflamment l'ennemi visé lui infligeant des dégâts sur la durée.

### Autres
- L'éventail d'actions pour les coéquipiers est élargi, il est possible de donner plus d'ordres.
- De nombreuses nouvelles armes et armures sont disponibles, mais certaines de Fallout 3 ont disparu.
- De nouvelles créatures ont fait leur apparition (certaines provenant de Fallout 1 & 2), et d'autres n'étant plus dans le jeu.
- De nouvelles aptitudes sont disponibles, et d'autres ont été retirées.
- Un « Bullet time » survient parfois sans avoir recours au SVAV comme dans Fallout 3, il est possible de le désactiver dans les options.
- Il n'existe plus un seul et unique établi pour la création d'objets mais plusieurs qui ont chacun leur liste d'objets à fabriquer, il y a aussi de nouveaux objets à fabriquer.
- On ne peut désormais choisir une nouvelle aptitude que tous les 2 niveaux.
- Il y a 30 niveaux (50 avec tous les add-ons).
- On peut utiliser les organes de visées métalliques des armes.
- On peut acheter des améliorations pour ses armes

## Développement
En 2004, Bethesda Softworks a acheté à Interplay Entertainment la licence pour développer et éditer Fallout 3, ainsi que l'option de créer 2 suites. Trois ans plus tard, ils achètent la propriété intellectuelle Fallout .
Fallout 3 ayant été un succès critique et commercial, Bethesda a commencé la mise en œuvre d'une suite. Leurs développeurs occupés à travailler sur The Elder Scrolls V: Skyrim (2011), Bethesda a contacté Obsidian Entertainment, une compagnie fondée par plusieurs anciens développeurs de Black Isle Studios ayant travaillé sur les Fallout d'Interplay  pour développer le jeu. Bethesda a rejeté l'idée d'Obsidian de situer le jeu entre Fallout 2 et Fallout 3, mais ils ont approuvé l'idée de situer le jeu à Las Vegas.
Fallout: New Vegas a été annoncé en avril 2009. L'équipe de développement d'Obsidian inclut d'ancien employée d'Interplay et de Black Isle dont Josh Sawyer, le directeur du jeu et Chris Avellone qui s'occupe de l'écriture et de la direction des contenus téléchargeables,. L'histoire de New Vegas prend beaucoup de ses idées dans le jeu annulé Van Buren, qui devait être le Fallout 3 par les développeurs de  Black Isle. Sawyer était à l'époque le directeur du jeu. L'exemple le plus notable est La Légion de Cæsar, une faction créée pour Van Buren,. Obsidian a également inclus des factions présentes dans les précédent jeux Fallout et a évité d'écrire chaque faction entièrement bonne ou mauvaise. A la place, les factions sont des ennemis potentiels selon les choix du joueur,.
Le jeu a eu un développement assez court de 18 mois. New Vegas est similaire à Fallout 3, les deux jeux se servant du même moteur de jeu, Gamebryo. Le moteur a malgré tout été amélioré, surtout par rapport au niveau de détails pour les objets distants. Le jeu dispose aussi un , qui permet de montrer de façon convaincante des bâtiments et certains effets distants. Ce système sert notamment pour le Strip de New Vegas, afin de montrer que la pollution lumineuse des casinos est si importante qu'elle est visible du désert, Obsidian étant peu familier du moteur Gamebryo, ils ont demandé l'aide de Jorge Salgado, un moddeur du jeu Oblivion. Obsidian a perfectionné les fusillades en temps réel en ajoutant des mires métalliques aux armes afin que jouer sans le V.A.T.S. soit une option plus acceptable que dans Fallout 3,.
Le jeu a eu beaucoup d'éléments coupés, l'un des plus notables est le personnage d'Ulysses, qui devait être un compagnon mais ayant tellement de dialogue, ses lignes n'auraient pas pu rentrer dans le disque du jeu. Il était trop tard dans le développement du jeu pour couper certains passages,. Un autre exemple est le rôle du joueur après la Bataille du barrage Hoover. Au départ, les joueurs pouvaient jouer après la Bataille du barrage Hoover et effectuer des quêtes uniques. Plusieurs lieux auraient changé selon les choix des joueurs durant l'histoire principale et les quêtes disponibles seraient basées suivant la faction choisie par le joueur.

### Audio

#### Distribution des rôles

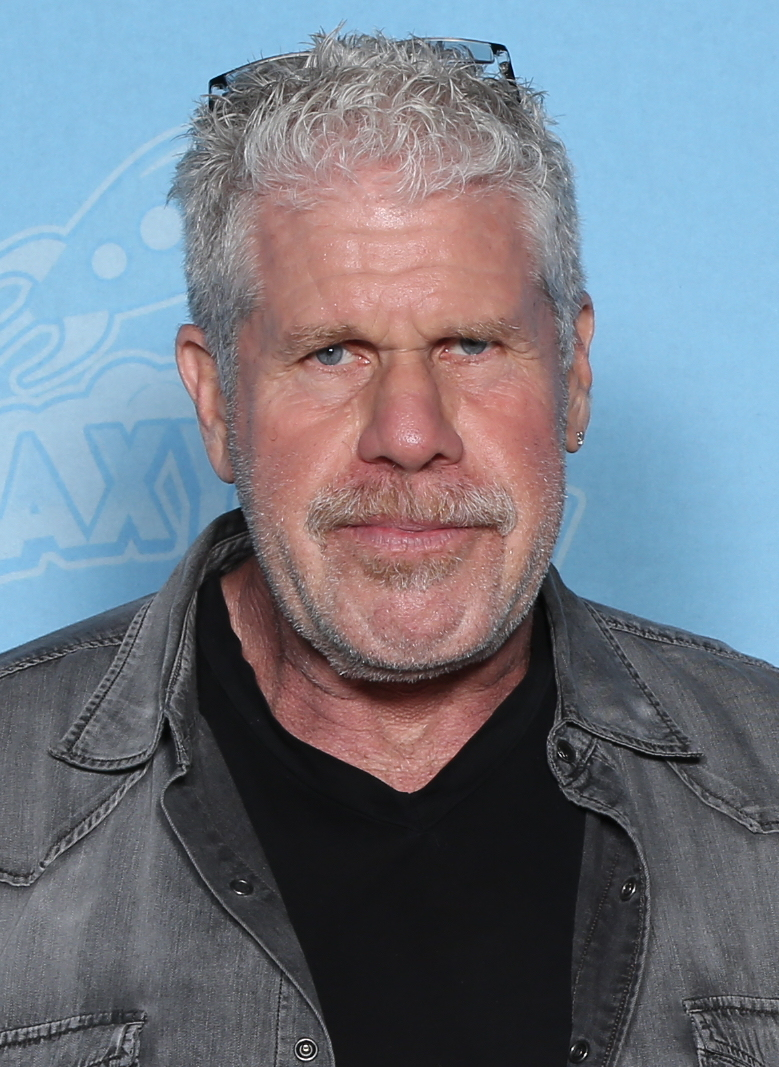
Ron Perlman, narrateur emblématique de la série de jeux Fallout depuis 1997.

Timothy Cubbison a supervisé le choix des comédiens et les enregistrements. Les enregistrements se sont déroulés à Los Angeles. À sa sortie, et avec ses 65 000 lignes de dialogue, le jeu a établi le nouveau record du nombre de lignes de dialogue dans un jeu d'action et de rôle solo, battant ainsi son prédécesseur, Fallout 3 qui contient 40 000 lignes de dialogue.
Ron Perlman revient une fois de plus interpréter le rôle du narrateur, rôle qu'il tient depuis le premier jeu en 1997. Grand fan de Fallout 3, Matthew Perry incarne Benny, l'un des principaux antagonistes du jeu,,. Rene Auberjonois interprète M. House, le propriétaire du Strip de New Vegas et John Doman Cæsar, le leader de la Légion de Cæsar. Pour ce qui est des compagnons, Zachary Levi prête sa voix à Arcade Ganon, Danny Trejo à Raul Tejada, Felicia Day à Veronica, Rachel Roswell à Cass, Jason Marsden à Craig Boone et David Anthony Pizzuto à Lily. Felicia Day et Zachary Levi ayant été engagés tôt, leurs personnages ont été écrits pour eux.
William Sadler prête sa voix à Victor, lui donnant une voix de « vieux cowboy » tout en gardant un ton  « robotique » . Kris Kristofferson est la voix du Chef Hanlon, Michael Hogan du Doc Mitchell et Dave Foley de Béni-oui-oui (Yes Man)>. Michael Dorn reprend le rôle de Marcus, qu'il interprétait dans le second jeu (1998),. James Horan interprète The King.
Figure populaire de Las Vegas, Wayne Newton prête sa voix à Mr. New Vegas, l'animateur de la radio New Vegas. D'après Newton, son personnage a un sens de l'humour pervers. Les développeurs ont créé le rôle pour Newton car d'après Bergman : « il est Las Vegas » [..] « Il apporte réellement la touche de la classe de Vegas dans le jeu [...] peu importe s'il rapporte des nouvelles sur des Super Mutants ou s'il introduit une musique de Dean Martin, sa personnalité ressort »,.
Interprétées intégralement par Mike Rosson et Audrey Wasilewski dans Fallout 3, les goules sont ici interprétées par Chris Ciulla, Sam Riegel, Karen Strassman et Suzan Brittan. Marc Graue, Robin Atkin Downes et John Eric Bentley interprètent les Super Mutants.

#### Musique

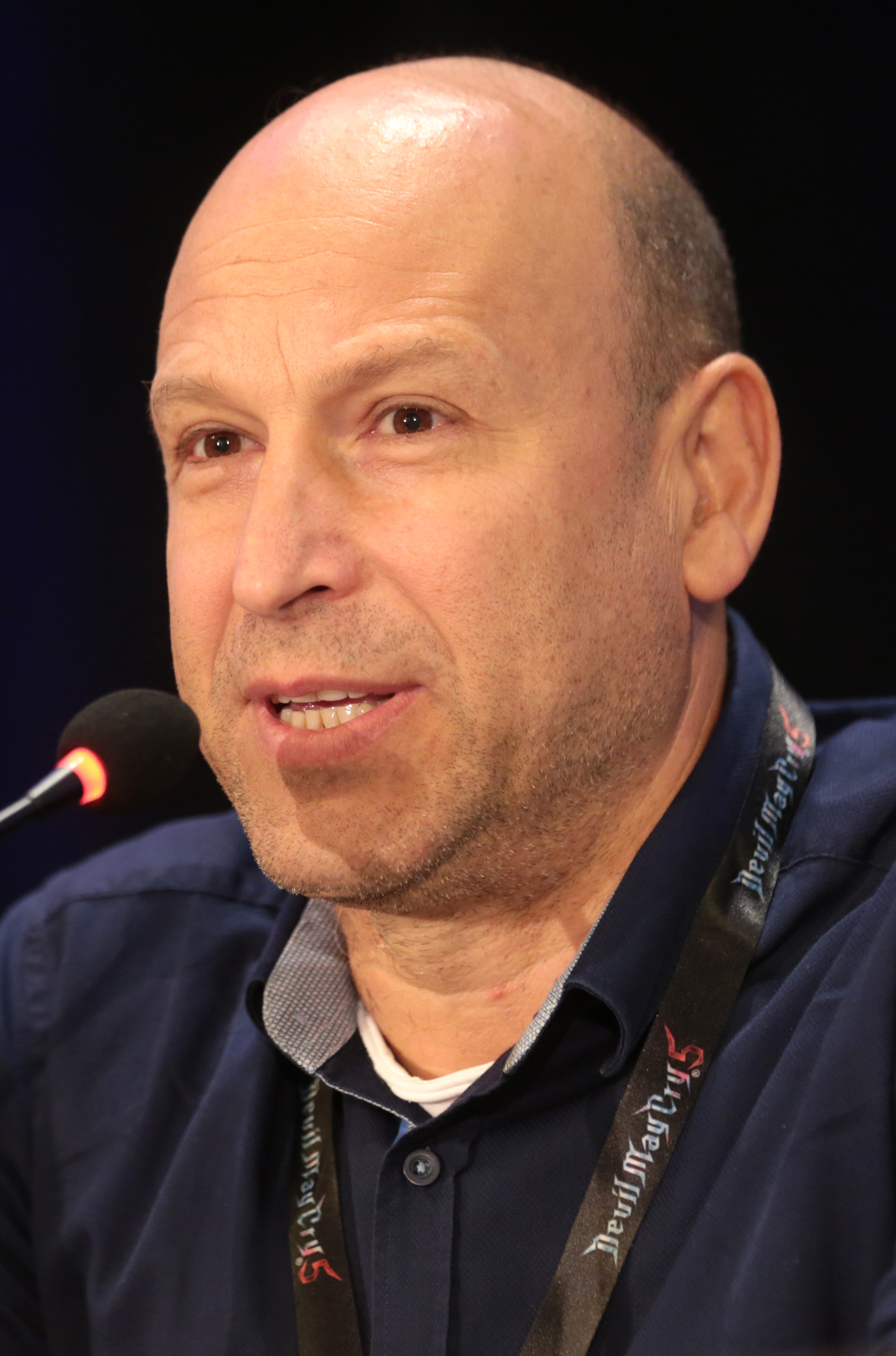
Inon Zur, le compositeur de la musique du jeu.

Déjà à l'œuvre dans Fallout 3 Inon Zur composé la bande originale du jeu. Le jeu reprend également plusieurs musiques de Mark Morgan issues de Fallout 1 et 2,.
Le jeu comprend 3 majeures stations de radio, émettant plusieurs genres de musiques : de la country, du bluegrass, des musiques populaires des années 40 et 50, du jazz et de la musique classique. Chaque station a une liste de pistes qui se répète de manière aléatoire.
Les pistes 36-39 n'ont pas été composé par Inon Zur et sont présentes dans le jeu de manière  diégétique. Begin again a été composé par Justin E. Bell, les paroles écritent par Chris Avellone et Mikey Dowling tandis que Stephanie Dowling la chante. Le personnage Le Vagabond Solitaire (The Lonesome Drifter) chante les chansons Home on the Wastes, New Vegas Valley et Streets of New Reno. Josh Sawyer, le directeur du jeu lui prête sa voix pour les chansons tandis que Nathaniel Chapman et James Melilli jouent les parties à la guitare.

## Sortie
Bethesda a annoncé 4 packs bonus liés à la précommande du jeu donnant des items dans le jeu. Ces packs sont nommés Classic, Tribal, Caravan et Mercenary et sont disponibles lors de la précommande dans certains magasins ou plateformes. Ces packs ont été regroupés dans le pack Courier's Stash mis à l'achat pour tous et sorti le 27 septembre 2011.
Le 11 mai 2010, Bethesda annonce l'édition collector de Fallout: New Vegas. Elle est sortie dans le monde entier et est disponible sur Microsoft Windows, PlayStation 3 et Xbox 360. Cette édition contient le jeu Fallout: New Vegas, le roman graphique All Roads qui est un prélude à l'histoire du jeu et qui a été créé en collaboration avec Dark Horse Comics, un DVD sur le making-of du jeu, 7 jetons de casino portant le nom des établissements célèbres de New Vegas, un jeu de 56 cartes dont chacune est à l'effigie d'un personnage ou d'une faction, et l'emblématique jeton de platine du Lucky 38, la réplique de celui du jeu.
Fallout: New Vegas est sorti sur Microsoft Windows, PlayStation 3 and Xbox 360, le 19 octobre 2010 en Amérique du Nord, le 21 octobre 2010 en Australie et le 22 octobre 2010 en Europe,.

## Accueil

### Critiques
Le jeu a globalement reçu des critiques favorables par la presse comme par les joueurs.
Les points forts du jeu sont les quêtes complexes à embranchements multiples, la qualité d'écriture des dialogues et de certains personnages, la cohérence et la densité du monde et l'univers plus proche des premiers Fallout.

Certains autres points ont été appréciés : la bande-son reprenant des thèmes des premiers Fallout (composée par Mark Morgan qui avait composé celles des précédents), le fait de conserver la base de Fallout 3 en corrigeant certains points faibles et en ajoutant de nouvelles fonctions (améliorations des armes, création d'objets, munitions variées pour un même calibre, etc.) et la possibilité de modding offerte avec l'éditeur, le « GECK ».
De gros défauts sont souvent mis en avant : des graphismes vieillissants et jugés obsolètes, un manque d'optimisation (chute d'IPS dans certaines parties du jeu, même avec une configuration bien supérieure à celle requise), et de nombreux bugs et freezes. Tout cela est l'héritage du moteur de Fallout 3 (2008) qui n'a pas été amélioré pour ce jeu et qui était déjà une reprise du moteur d'Oblivion (2006), soit presque 4 années de retard graphique.
Chris Avellone, qui était l'un des concepteur principaux du jeu a révélé dans un tweet maintenant supprimé que Bethesda aurait promis à Obsidian un “bonus financier“ si la note du jeu dépassait 85 sur Metacritic, la note ayant finalement été fixée à 84, Obsidian aurait donc manqué ce bonus d'un seul point.

### Ventes
En France, durant la semaine de sa sortie, Fallout: New Vegas a été premier des ventes de jeux sur PC.

## Postérité

### Contenus téléchargeables

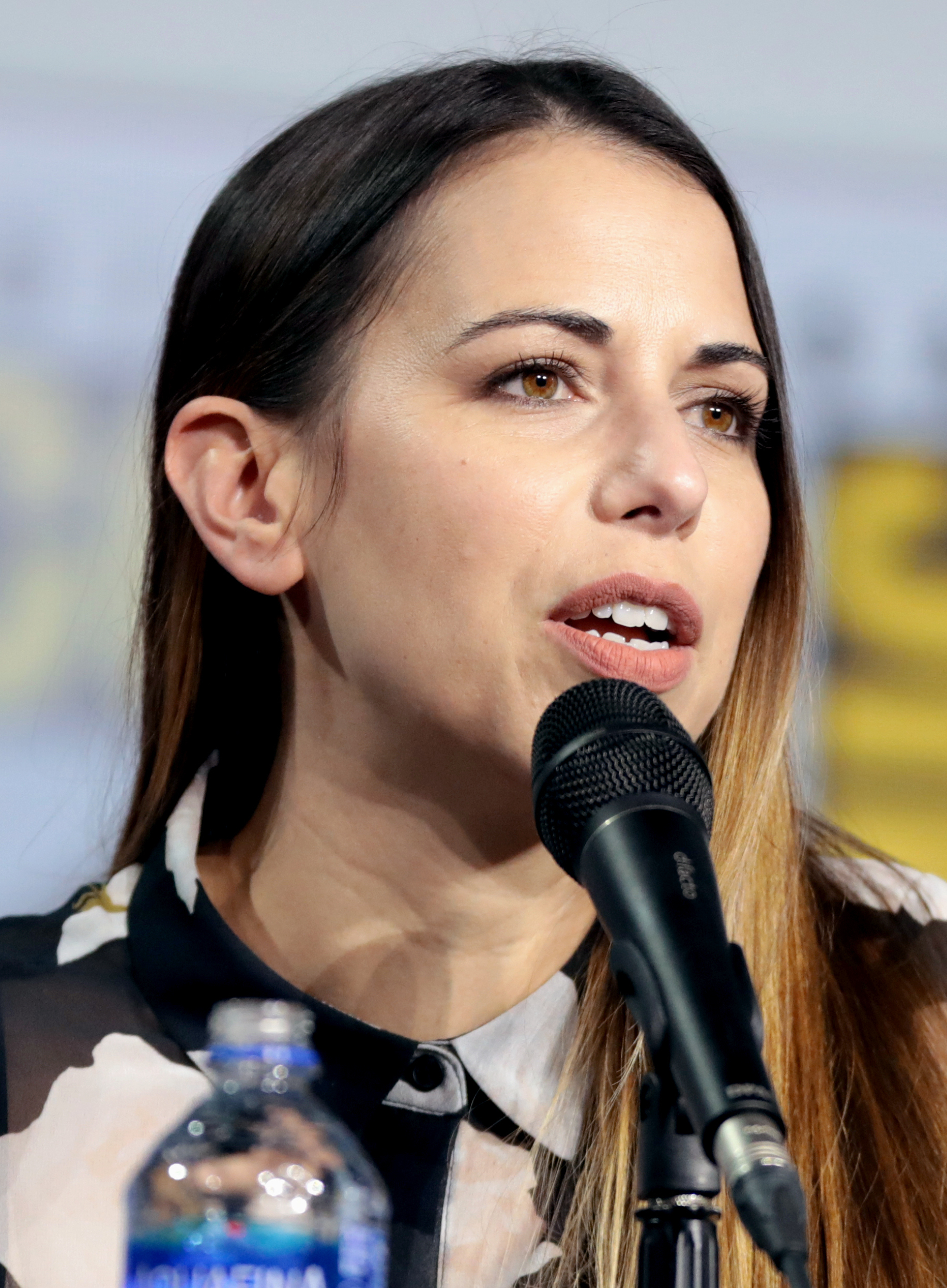
Dans Dead Money, le Coursier est attiré par une voix qui l'invite à rejoindre le casino Sierra Madre. Cette voix est celle de Laura Bailey.

Les premiers contenus téléchargeables étaient disponibles en bonus avec la précommande du jeu. Quatre contenus différents en fonction du site commerçant : Caravan Pack, Classic Pack, Mercenary Pack et Tribal Pack.
Les contenus téléchargeables Dead Money, Honest Hearts, Old World Blues et Lonesome Road forment un arc narratif.

#### Dead Money
Le premier pack est sorti sur Xbox 360 le 21 décembre 2010 et sur PlayStation 3 et PC (via Steam) le 22 février 2011,. Dans Dead Money, le Courrier est capturé et se voit obligé de porter un collier explosif contre son gré par le Père Elijah (Richard Herd), un ancien membre de la Confrérie de l'Acier ayant perdu la raison. Le Courrier doit travailler avec 3 autres captifs  —  Dean Domino (Barry Dennen), un chanteur de lounge d'avant-guerre transformé en goule ; Dog / God (Dave B. Mitchell (en)), un Nocturne ayant un trouble de la personnalité ; et Christine Royce (Laura Bailey), une humaine ayant perdu l'usage de sa voix et s'exprimant en langue des signes —  pour trouver le trésor légendaire du Sierra Madre Casino, qui est caché du monde par un nuage toxique mortel,. Outre les nuages toxiques, les captifs doivent également faire face aux Brumeux (Ghost people), des survivants à l'aspect fantomatique.

#### Honest Hearts

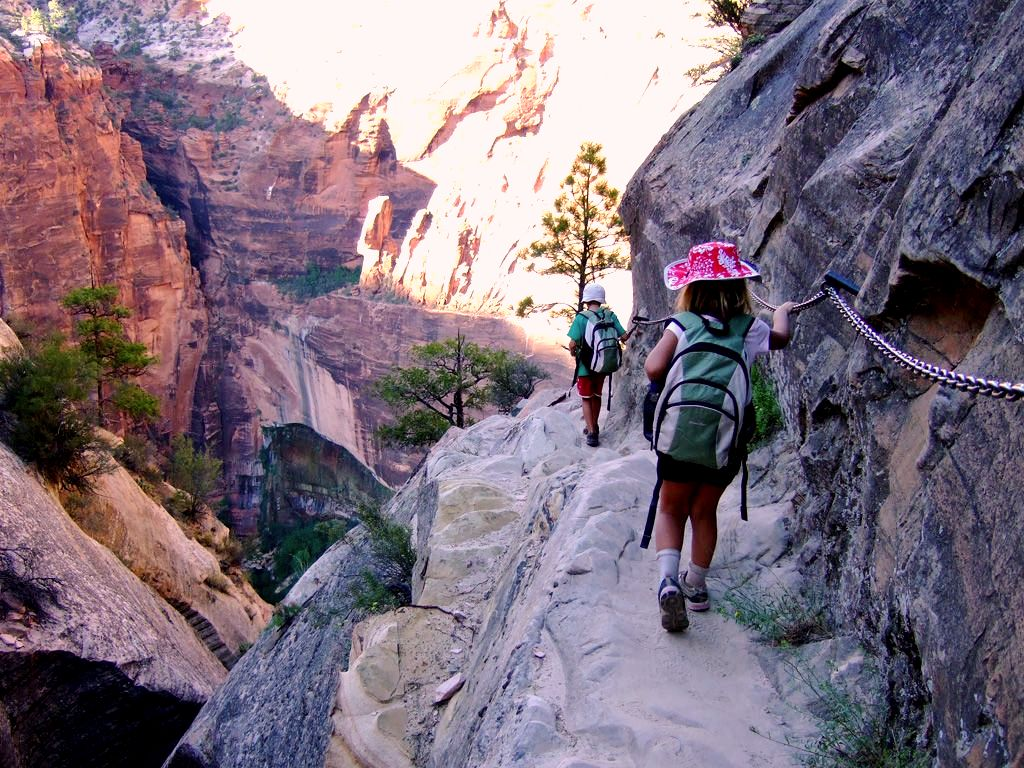
L'intrigue de ce contenu se déroule au parc national de Zion qui se démarque par sa verticalité.

Le second pack est sorti le 17 mai 2011 sur Xbox et sur Steam, puis le 2 juin 2011 sur le PlayStation Network à la suite du piratage du PlayStation Network survenu en avril 2011 . Dans Honest Hearts, le Courrier prend part à une expédition en direction du Parc national de Zion situé en Utah aux côtés de la compagnie The Happy Trails Caravan dirigée par Jed Masterson (Dave Fennoy). Au cours de l'expédition, la compagnie est attaquée et détruite par une tribu hostile nommée Jambes Blanches (White Legs). Tentant de retourner au Mojave, le Courrier devient impliqué dans une guerre entre les tribus, et un conflit entre les Neo-Cananéens (New Canaanites), une incarnation post-apocalyptique du mormonisme menée par un missionnaire du nom de Daniel (Rick Pasqualone (en)), et une personne connue sous le nom de l'Homme Brûlé (Burned Man) (Keith Szarabajka), l'ancien Légat de Cæsar qui, après avoir perdu la première bataille du barrage Hoover, a été recouvert de poix, brûlé, et balancé dans le Grand Canyon,.
Joshua Graham / l'Homme Brûlé, devait apparaitre dans Van Buren. Le terrain se différencie des autres lieux de New Vegas par rapport à sa verticalité.

#### Old World Blues
L'extension Old World Blues est sortie le 19 juillet 2011.
Old World Blues vous permet de visiter le grand RIEN, le centre de recherche le plus pointu de l'ancienne Amérique. Vous y rencontrerez le Think Tank, une équipe de recherche ayant survécu depuis la grande guerre grâce à la cybernétique. Cependant, les voila confrontés aux aléas de leurs expérimentations.

#### Lonesome Road

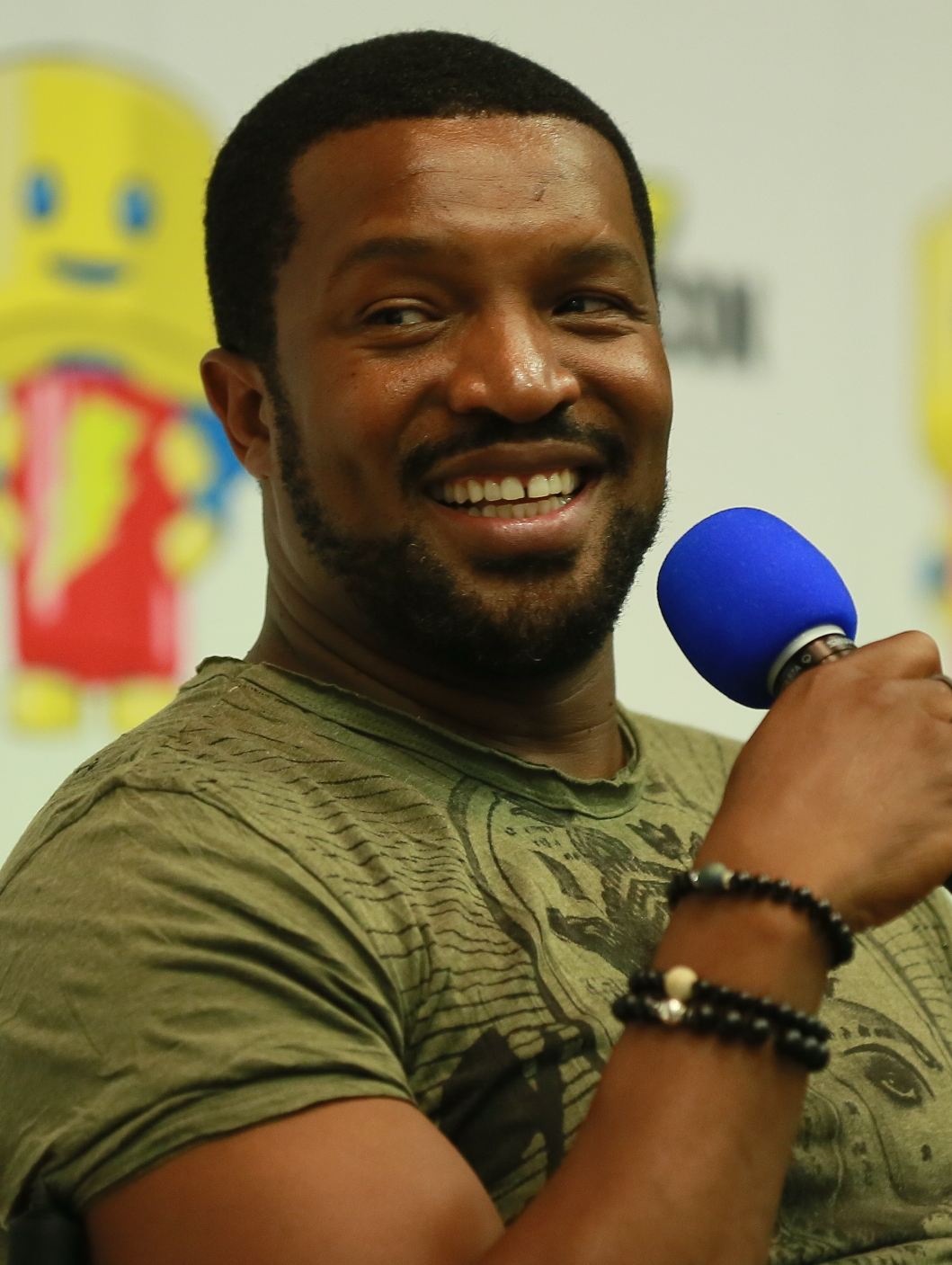
Roger Cross est l'interprète d'Ulysses, l'antagoniste du dernier contenu qui est également une présence fantomatique tout au long du jeu,..

L'extension Lonesome Road est disponible en téléchargement depuis le 20 septembre 2011.
Dans Lonesome Road, vous devrez vous rendre sur la ligne de partage, un territoire détruit par des tempêtes et où les radiations sont maitresses afin de rencontrer Ulysses (Roger Cross) le 6e courrier qui aurait dû livrer le jeton de platine à votre place et qui compte bien vous expliquer pourquoi il ne l'a pas fait et surtout votre passé…

#### Courier's Stash
Disponible à partir du 27 septembre 2011, Courier's Stash permet aux joueurs d'accéder au contenu des quatre précédents packs jusqu'alors réservés aux précommandes de Fallout: New Vegas. Les packs Caravan Pack, Classic Pack, Mercenary Pack et Tribal Pack vous apportent leurs lots d'armes, de tenues et de bonus exclusifs qui vous aideront tout au long de votre périple.

#### Gun Runners' Arsenal
Disponible à partir du  27 septembre 2011, Gun Runners' Arsenal augmente la liste d'armes exclusives, de modifications, de types de munitions et de recettes.

### Mods

#### G.E.C.K.
Le G.E.C.K. (The Garden Of Eden Creation Kit) est l'outil de modification officiel du jeu Fallout New Vegas, la première version a été publiée le 11 décembre 2011 le G.E.C.K. permet de modifier des terrains, de créer des personnages, des quêtes, de nouveaux terrains, des scripts, etc.
Il contient tout ce que l'on peut trouver dans Fallout New Vegas (animations, sons, items, meshes, etc.) , sa prise en main est difficile mais il existe une documentation officielle. Il existe également un G.E.C.K. pour le jeu Fallout 3.